# Dichocrocis xanthocyma
Dichocrocis xanthocyma là một loài bướm đêm trong họ Crambidae.